# World Series of Poker 1973
1973 års World Series of Poker (WSOP) pokerturnering hölls vid Binion's Horseshoe.

## Inledande event
| Event                      | Vinnare                | Pris (USD) | Tvåa        |
| -------------------------- | ---------------------- | ---------- | ----------- |
| $1 000 Seven Card Razz     | Sam Angel              | $32 000    | Okänt       |
| $3 000 Deuce to Seven Draw | Aubrey Day             | $16 500    | Okänt       |
| $1 000 No Limit Hold'em    | Walter "Puggy" Pearson | $17 000    | Okänt       |
| $4 000 Seven Card Stud     | Walter "Puggy" Pearson | $32 000    | Eric Drache |
| $3 000 Deuce to Seven Draw | Jack Straus            | $16 500    | Okänt       |
| Ace to Five Draw           | Joe Bernstein          | $21 000    | Okänt       |
| Five Card Stud             | Bill Boyd              | $10 000    | Okänt       |

## Main Event
13 stycken deltog i Main Event. Varje deltagare betalade $10 000 för att delta.

### Finalbordet
| Placering | Namn                   | Pris     |
| --------- | ---------------------- | -------- |
| 1         | Walter "Puggy" Pearson | $130 000 |
| 2         | Johnny Moss            | Inget    |
| 3         | Jack Straus            | Inget    |
| 4         | Bobby Brazil           | Inget    |
| 5         | Bob Hooks              | Inget    |
| 6         | Brian "Sailor" Roberts | Inget    |

### Andra höga placering
| Placering | Namn                           | Pris (USD) |
| --------- | ------------------------------ | ---------- |
| 10        | Bobby Hoff                     | Inget      |
| 11        | Doyle Brunson                  | Inget      |
| 12        | Thomas "Amarillo Slim" Preston | Inget      |